# Aceratoneura splendida
Aceratoneura splendida är en stekelart som beskrevs av Alan Parkhurst Dodd och Girault 1915. Aceratoneura splendida ingår i släktet Aceratoneura och familjen finglanssteklar. Inga underarter finns listade i Catalogue of Life.